# Luis Martos y Potestad
Luis Martos y Potestad, comte d'Heredia-Spínola (Cartagena, 1 d'octubre de 1825-Madrid, 4 de juliol de 1892), va ser un militar i polític conservador espanyol, alcalde i governador civil de Madrid, diputat a Corts i senador vitalici.

## Biografia
Va néixer en Cartagena, província de Múrcia, l'1 d'octubre de 1825, fill de José de Martos y del Castillo, natural de Llorca, i de María del Carmen de Potestad y Aché, que ho era de Cartagena. Es va doctorar en Dret i va seguir la carrera militar en l'arma d'Infanteria; va combatre a Catalunya durant la Segona Guerra Carlina i es va retirar en 1852 amb el grau de tinent coronel.
Durant el regnat d'Isabel II d'Espanya va ser elegit diputat Tudela (1864) i Pamplona (1865 y 1867).
Va pertànyer al Partit Moderat i després al Conservador. En 1868 va acompanyar a la reina Isabel II en el seu desterrament a Baiona, on es va quedar dos anys. Després de la Restauració de la monarquia a Sagunt, el comte va acompanyar fins a la cort al rei Alfons XII, qui li va atorgar les grans creus de les Ordes de Carles III, Sant Ferran i Sant Hermenegild. Va ser alcalde de Madrid entre el 13 de desembre de 1875 i el 15 de gener de 1877, governador civil d'aquesta província  i conseller d'Estat.
Va ser elegit diputat per Tudela (1876, 1879, 1881, 1884, i 1886).
Va tenir la clau de gentilhombre de cambra dels reis Isabel II, Alfons XII i Alfons XIII, amb exercici i servitud. Per designació de la regent Maria Cristina, va ser senador vitalici del Regne des de 1891 fins a la seva defunció, ocorregut a Madrid el 4 de juliol de 1892.
Va ser comte consort d'Heredia-Spínola i gran d'Espanya pel seu matrimoni, contret en la madrilenya parròquia de San José el 19 de juliol de 1852, amb María de las Angustias de Arizcun y Heredia, III comtessa d'aquest títol i concessionària de la grandesa agregada a aquest, nascuda a Granada el 8 de novembre de 1826 i morta el 9 d'agost de 1896. Filla i successora de Miguel de Arizcun y Tilly, V marquès d'Iturbieta i III comte de Tilly, i de Narcisa de Heredia y Cerviño, II comtessa d'Heredia-Spínola. Van tenir descendència en què segueixen aquestes dignitats.